# Regent (pivo)
Regent je značka piva, které vyrábí společnost Bohemia Regent, akciová společnost[zdroj?], která je od 7. 8. 2000 vlastníkem pivovaru Regent v Třeboni.

## Druhy
- Bohemia Regent světlé výčepní pivo 8°, alk. 2,7 % obj.
- Bohemia Regent světlé výčepní pivo 10°, alk. 3,9 % obj.
- Bohemia Regent Třeboňské pivo světlé výčepní 11°, alk. 4,6 % obj.
- Bohemia Regent Premium světlý ležák 12°, alk. 5,0 % obj.
- Bohemia Regent Premium tmavý ležák 12°, alk. 4,7 % obj.
- Bohemia Regent Lady Vanilla tmavý ležák ochucený 12°, alk. 4,7 % obj.
- Bohemia Regent pivo Petra Voka 13°, alk. 5,3 % obj.
- Bohemia Regent Český granát, alk. 4,3 % obj. – organické žitné BIO pivo
- Bohemia Regent Prezident 14°, alk. 6,0 % obj. – speciální pivo světlé
- Bohemia Regent Kníže 16°, alk. 7,2 % obj. – speciální pivo světlé
- Bohemia Regent Kvasnicové, alk. 5 % nefiltrované, nepasterované pivo
- Bohemia Regent Escobeer IPA, alk. 5,6 % – ovesné pivo